# Presidentsverkiezingen in de Oranje Vrijstaat 1863
Op 5 november 1863 werden in de Oranje Vrijstaat presidentsverkiezingen gehouden. De verkiezingen resulteerden in een overwinning voor Johannes Henricus Brand, die op 2 februari 1864 werd ingehuldigd als de vierde staatspresident van de Oranje Vrijstaat.
Tegenkandidaten van Brand waren waarnemend staatspresident Jacobus Johannes Venter, James Henry Bowker en Joseph Allison. Brand behaalde een klinkende overwinning met 2.301 van de 3.562 stemmen.

## Uitslag[4]
| Kandidaat               | Stemmen | Percentage |
| ----------------------- | ------- | ---------- |
| Johannes Henricus Brand | 2.301   | 64,60      |
| Jacobus Johannes Venter | 1.002   | 28,13      |
| James Henry Bowker      | 233     | 6,54       |
| Joseph Allison          | 26      | 0,73       |
| Totaal                  | 3.562   | 100,00     |

Presidentsverkiezingen: 1854 · 1855 · 1859 · 1863 · 1868 · 1873 · 1878 · 1883 · 1888 · 1893 · 1896